# Гаврилов Ілля Гаврилович
Ілля Гаврилович Гаврилов (2 серпня 1907, село Систо-Палкіно Копорської волості Петергофського повіту Санкт-Петербурзької губернії, тепер Ломоносовського району Ленінградської області, Російська Федерація — 1977, місто Ленінград, тепер Санкт-Петербург, Російська Федерація) — радянський державний діяч, капітан теплохода «Вільнюс» Балтійського морського пароплавства. Депутат Верховної ради СРСР 4-го скликання. Герой Соціалістичної Праці (21.06.1957).

## Життєпис
Народився в родині селянина-рибалки.
У 1920 році закінчив Петроградський технікум водних шляхів сполучення.
Після закінчення технікуму завідував групою вітрильних суден «Мортрансу» (морського транспорту), працював матросом, боцманом, помічником капітана на кораблях «Радторгфлоту».
У 1932 році призначений капітаном теплохода «Фелікс Дзержинський». На початку німецько-радянської війни теплохід «Виборг» під керівництвом Гаврилова доставляв важливі вантажі Балтикою. Член ВКП(б).
У липні 1941 року Гаврилов був направлений на Далекий Схід — працював капітаном на теплоході «Волга» та пароплаві «Трансбалт», який був потоплений 13 червня 1945 року в Японському морі за 45 миль на північний захід від протоки Лаперуза американським підводним човном. Дев'яносто чотири людини разом із капітаном Гавриловим врятувалися на шлюпках і опинились у Японії. Завдяки дисципліні екіпажу, наполегливості капітана, зусиллям уряду СРСР всі моряки повернулися на батьківщину буквально напередодні війни з Японією в серпні 1945 року. Після закінчення військових дій на Далекому Сході Гаврилов повернувся до Ленінграда.
У 1945—1962 роках — капітан теплохода «Вільнюс» Балтійського державного морського пароплавства.
У серпні 1962 року за станом здоров'я був звільнений з посади капітана теплохода і призначений капітаном-наставником Балтійського державного морського пароплавства. Виховав цілу плеяду відомих капітанів.
У 1974 році вийшов на пенсію, проживав у місті Ленінграді.
Помер у лютому 1977 року. Похований на Большеохтинському цвинтарі Ленінграда (Санкт-Петербурга).

## Нагороди і відзнаки
- Герой Соціалістичної Праці (21.06.1957)
- три ордени Леніна (21.06.1957)
- орден Червоної Зірки (24.07.1942)
- медаль «За доблесну працю у Великій Вітчизняній війні 1941—1945 рр.» (1945)